# Kalimagdora kedvese
A Kalimagdora kedvese 1968-as csehszlovák–német–nyugatnémet, allegorikus, szürrealista film. Az új hullám egyik különös, kiemelkedő darabja.
Egy húsz év körüli fiatalember a történet főszereplője, akinek az évszakok váltakozásával változik a magatartása. Tavasszal gyermeki, nyáron egy értelmes srác, ősszel lelombozódik, csak pihenne, a telet pedig átalussza egy csodálatosan szép lány, Kalimagdora házában.
A film tulajdonképpen allegória. A polgári világ hazugságairól, kíméletlenségéről, képmutatásáról és közömbösségéről beszél a film.
A film jó részét Budapesten forgatták.